# Новий Відзім
Новий Відзім (пол. Nowy Widzim, нім. Neu Widzim) — село в Польщі, у гміні Вольштин Вольштинського повіту Великопольського воєводства.
Населення — 309 осіб (2011).
У 1975-1998 роках село належало до Зеленоґурського воєводства.

## Демографія
Демографічна структура станом на 31 березня 2011 року:
|          | Загалом | Допрацездатний вік | Працездатний вік | Постпрацездатний вік |
| -------- | ------- | ------------------ | ---------------- | -------------------- |
| Чоловіки | 161     | 40                 | 107              | 14                   |
| Жінки    | 148     | 34                 | 81               | 33                   |
| Разом    | 309     | 74                 | 188              | 47                   |